# Màjid ibn Saïd
Màjid ibn Saïd al-Busaïdí (àrab: ماجد بن سعيد البوسعيدي, Mājid b. Saʿīd al-Būsaʿīdī) (Ciutat de Zanzibar, 1835-7 d'octubre de 1870) fou soldà de Zanzíbar (1856-1870).
Era fill del sàyyid Saïd ibn Sultan de Masqat i Oman, el sisè dels 36 fills coneguts, dels quals 26 mascles) i era de mare etíop. Es va casar amb una parenta de nom Aixa amb la que només va tenir una filla, sàyyida Khamfura bint Màjid, que es casaria amb un cosí que després fou el setè sultà de Zanzíbar.
Quan el seu pare va sortir de Zanzíbar per darrera vegada cap a Masqat el 16 d'abril de 1854, va deixar com a governador al seu fill Khalid que l'havia de succeir a la seva mort. Però Khalid va morir el novembre de 1854 i unes setmanes després va arribar el nomenament de Màjid al seu lloc, passant per davant de tres fills més grans un els quals estava destinat a governar Masqat i Oman.
Tenia uns 20 anys i una lleu epilèpsia i els notables li van voler fer revocar els edictes del pare contra l'esclavatge, però va refusar amb fermesa. La seva germana Salma diu que es va guanyar a tothom per la seva amabilitat. Thuwayni insistia que les possessions africanes del seu pare feien part de la seva herència. Màjid va acceptar finalment pagar 40.000 thalers de Maria Teresa al seu germà en compensació de la pèrdua de recaptació que suposava la separació de Zanzíbar, però Thuwayni ho va interpretar com un tribut.
El poder real estava en mans del cònsol britànic Atkins Hamerton que va morir el juliol de 1857. Per por de ser assassinat Màjid es va refugiar a un vaixell britànic i no va tornar fins a l'arribada el 28 de juliol de 1858 del successor Christopher Palmer Rigby (1820-1886). Molt poc després Sayyid Thuwayni, sultà d'Oman, va intentar ocupar Zanzíbar per mitjà d'una expedició naval, però fou rebutjat per un vaixell britànic. Poc després es descobria un complot que pretenia enderrocar a Màjid i proclamar al seu germà Barghash ben Said (vuitè fill, nascut el 1836). L'octubre de 1859 Màjid va ordenar a Bargash anar a Masqat on fou posat en residència vigilada però es va escapar i es va refugiar a un palau al camp anomenat Marsella on alguns esclaus i la tribu àrab dels al-Harthi es van aixecar en armes per sostenir-lo. Màjid va demanar suport als britànics que van bombardejar el palau des d'uns vaixells. Bargash va acabar retornant sotmès a Zanzíbar i fou deportat a Bombai. En endavant Màjid va deixar de pagar el "tribu" al seu germà i es va plantejar un litigi que fou sotmès a l'arbitratge de Lord Canning, virrei de l'Índia Britànica que va dictaminar que Màjid era el successor legítim del pare en les possessions africanes però el pagament de 40.000 thalers s'havia de mantenir tot i que no implicava dependència; aquesta solució fou reconeguda en la declaració anglofrancesa del 13 de març del 1862. El 1859 Màjid va signar un acord comercial amb les ciutats hanseàtiques que va permetre recuperar el comerç alemany a l'illa. La germana del sultà, Salma, es va casar amb Heinrich Ruete, empleat del consolat alemany.
Màjid va estar molt influenciat pel seu ministre Salayman ibn Ali, que la germana Salma descriu com llibertí i conqueridor. El 1861 va fer una expedició a Pate, que s'havia revoltar. El 1862 va decidir la fundació de Dar al-Salam, fundació que es va executar entre 1865 i 1867. Els cònsols successor de Rigby, Lewis Pelly (1825 - 1892, cònsol del 1860 al 1862), Robert Lambert Playfair (1828 - 1899, cònsol del 1862 al 1865), i Henry Adrian Churchill (1828-1866, cònsol 1865 - 1870) van intentar convèncer a Màjid de tenir cura amb els àrabs dels emirats del golf que intentaven trencar la prohibició del comerç d'esclaus. El 1866 es va revoltar decididament Witu, i l'expedició enviada per Màjid va fracassar. El 1867 el sultà va oferir un dinar a Dar al-Salam als cònsols americà, francès, alemany i britànic que fou l'equivalent de la inauguració.
Madjd va pagar la contribució a Oman fins al 1866 quan Thuwayni fou assassinat pel seu fill Salim ibn Thuwayni. Durant dos anys va deixar la quantitat en dipòsit a Bombai però quan Selim fou deposat per un parent de nom Azzan el 1868, ho va deixar de fer. Va morir dos anys després, el 1870, i al no deixar fills mascles, el va succeir el seu germà Barghash ben Said.